# Brignamaro
Brignamaro est l'un des quatre arrondissements de la commune de Kérou dans le département de l'Atacora au Bénin.

## Géographie
L'arrondissement de Brignamaro est situé au nord-ouest du Bénin et compte 7 villages que sont Berekossou, Brignamaro, Gando-baka, Kongourou, Kossou, Kossou-ouinra et Yakrigorou.

## Démographie
Selon le recensement de la population de 2013 conduit par l'Institut national de la statistique et de l'analyse économique (INSAE), Brignamaro compte 23707 habitants .